# 安田屋旅館

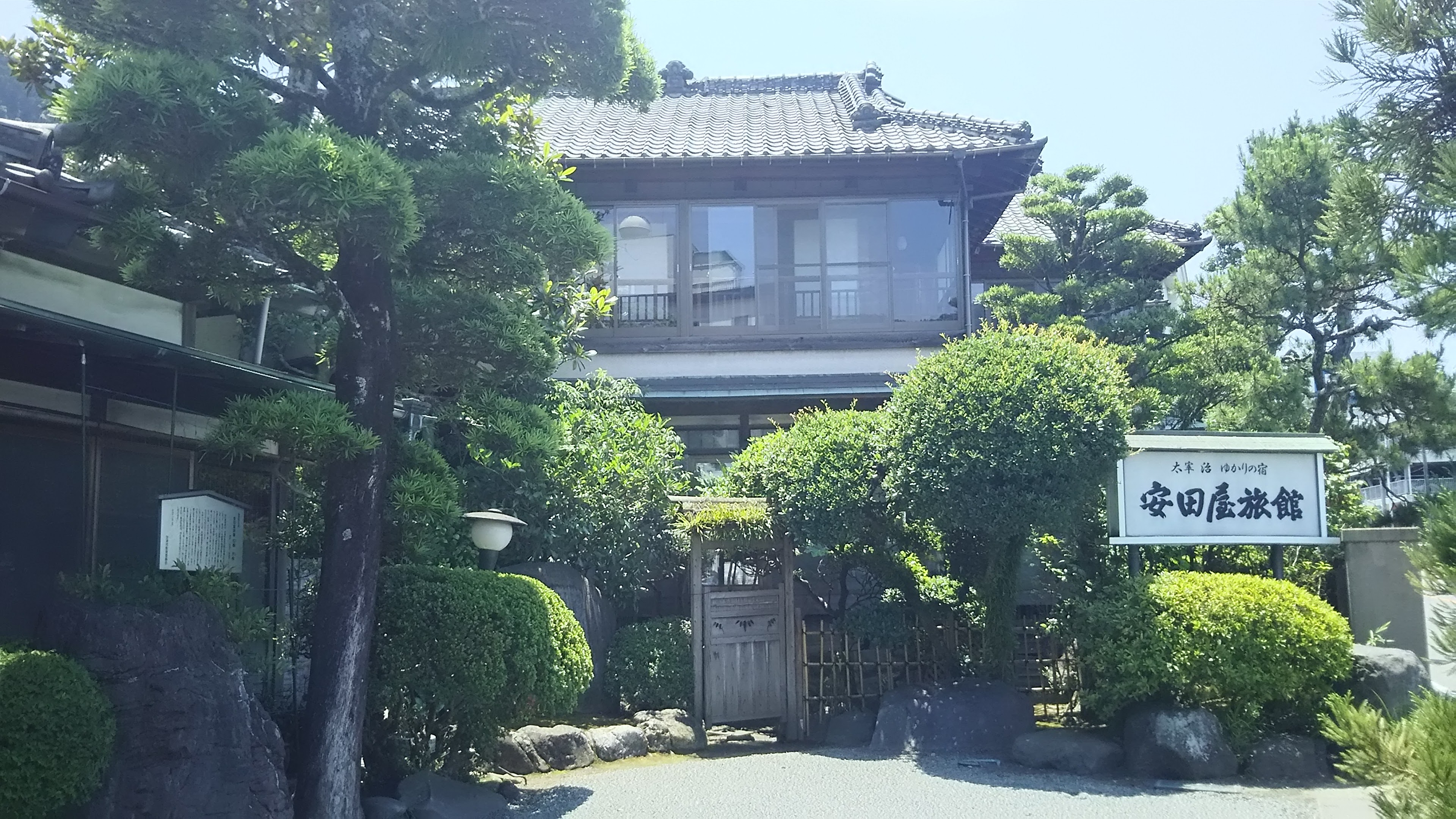
安田屋旅館

安田屋旅館（やすだやりょかん）は、静岡県沼津市内浦三津にある、湯の花温泉の温泉旅館。「日本の宿を守る会」会員宿。

## 概要
1887年（明治20年）創業で、当初は商人宿だったが、1918年（大正7年）に現在の場所で旅館として営業を始めた。木造建物の松棟（1918年（大正7年）築）と月棟（1931年（昭和6年）築）は国の登録有形文化財に登録されている。
安田屋旅館は、「対岳楼　太宰治ゆかりの宿　安田屋旅館」と称しているが、対岳楼は、明治期の政治家、尾崎咢堂(がくどう)こと尾崎行雄がこの宿に泊まった際に、海に浮かぶ淡島とその対岸の間に富士山が入り込んで一対の絵になっている風景を見て「日本一の絶景」とたたえ、この宿に対岳楼という名前を与えたことに由来している。
1947年（昭和22年）2月上旬から約半月にわたり、太宰治が同館の松棟2階・月見草の間（当時の部屋名は「松の弐」）に滞在し、『斜陽』（作品の発表は1947年、昭和22年）の第1章と第2章を執筆した。敷地内にはそのことにちなみ資料室兼記念館の「伊豆文庫」が設けられている。太宰がこの宿に泊まったきっかけは、この地に疎開中だった太宰の弟子、田中英光の紹介によるとされている。旅館側は当初太宰が投宿していたことを知らなかったが、翌1948年の太宰の死後、新聞記者が訪ねてきたことで太宰がこの宿に泊まっていたことが分かったという。
また、2015年から展開されているメディアミックス企画『ラブライブ!サンシャイン!!』では、主人公の高海千歌の実家の旅館「十千万（とちまん）」のモデルになっており、聖地巡礼として旅館を訪れる観光客が増加した。宿の入り口付近には同作品関連のパネルやグッズを展示するスペースを設けている。2018年4月1日には、エイプリルフールとして1日限定で旅館の看板が「十千万」に変更された。

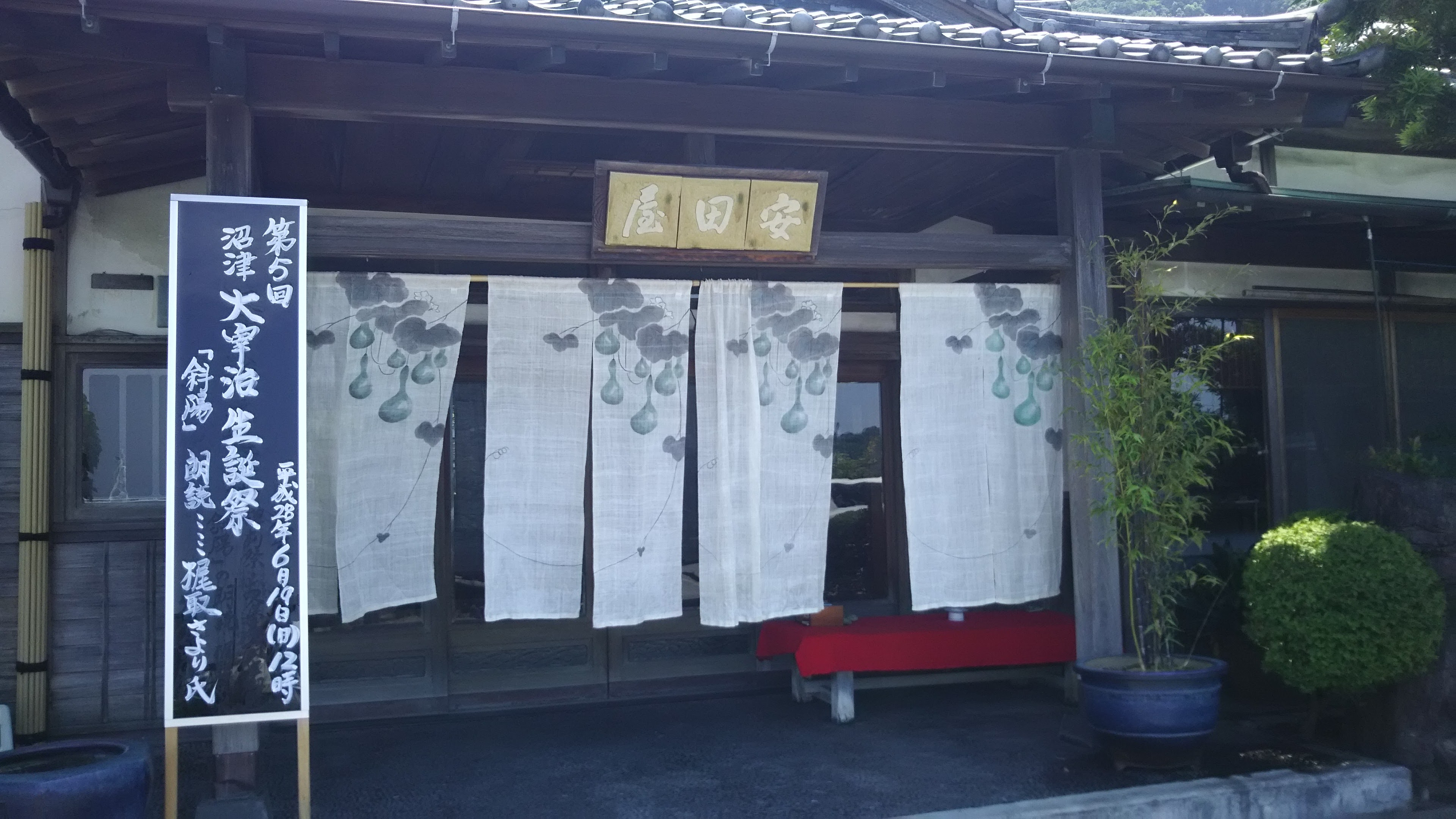
安田屋旅館玄関
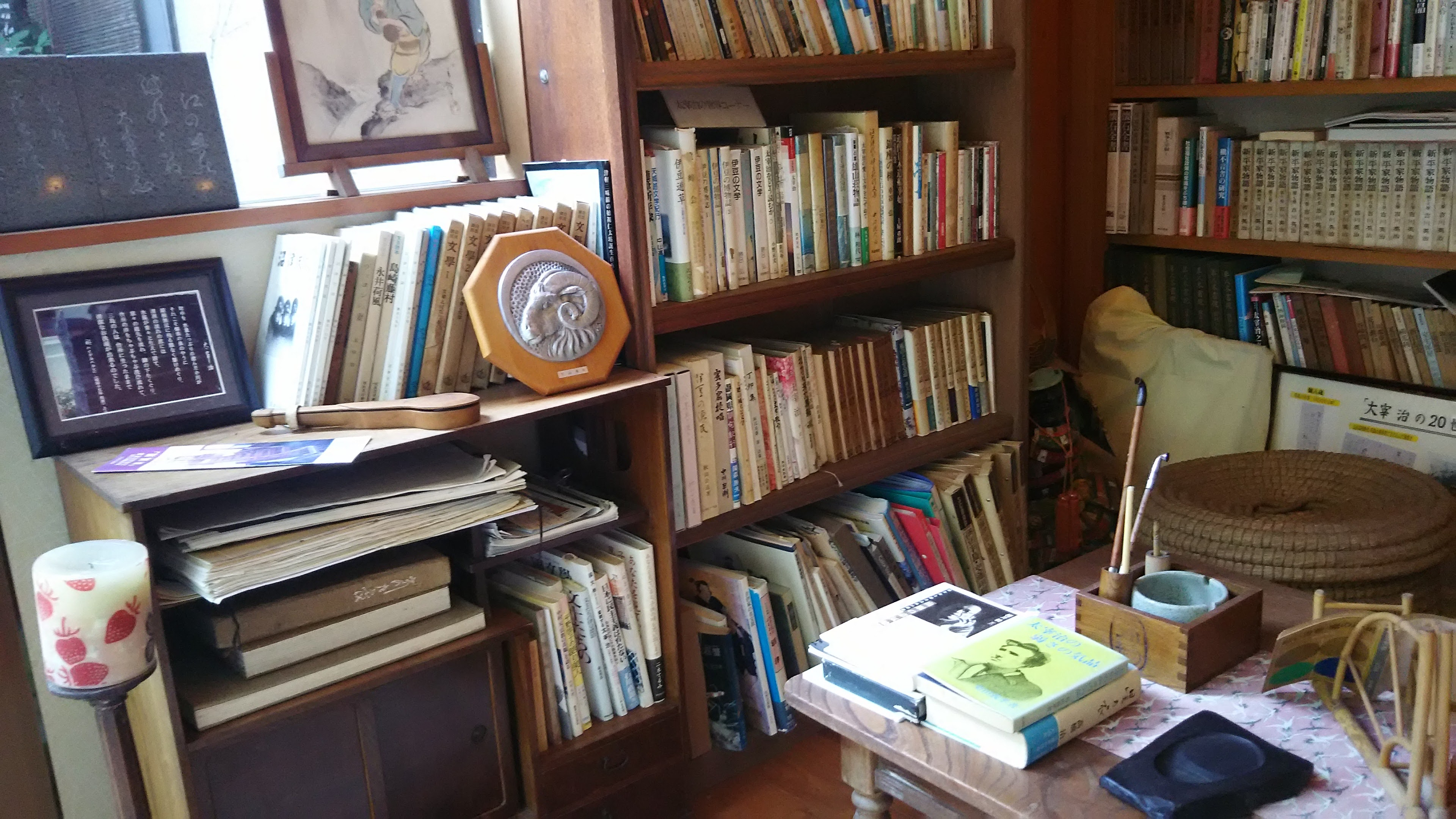
伊豆文庫

## アクセス
- 東名沼津ICより車で30分
- 伊豆箱根鉄道駿豆線「伊豆長岡駅」よりバスで15分
- 東海道線「沼津駅」よりバスで35分

## 周辺の観光地
- 伊豆・三津シーパラダイス
- 三津海水浴場
- あわしまマリンパーク
- 沼津港深海水族館
- 沼津御用邸記念公園
- 伊豆パノラマパーク
- 修善寺虹の郷
- 韮山反射炉